# Bieruń
Bieruń este un oraș în Polonia.